# Вакцина Sinopharm CNBG проти COVID-19
Вакцина Sinopharm CNBG, інші назви mutI-tri-RBD і NVSI-06-08 — кандидат на вакцину проти COVID-19, який розроблений «Національним інститутом вакцин і сироваток», що є підрозділом китайські компанії «Sinopharm».
Ця вакцина позиціонується як перша в світі білкова субодинична вакцина з широким спектром захисту, тобто з об'єднанням 3 гетерогенних антигенів в один тример білка зв'язуючого домену. Вакцина створена на основі початкового варіанту коронавірусу та варіантах Бета і Каппа.